# Кастелнуово Парано
Кастелнуово Парано (итал. Castelnuovo Parano) је насеље у Италији у округу Фрозиноне, региону Лацио.
Према процени из 2011. у насељу је живело 876 становника. Насеље се налази на надморској висини од 322 м.

## Становништво
| 1936. | 1951. | 1961. | 1971. | 1981. | 1991. | 2001. | 2011. |
| ----- | ----- | ----- | ----- | ----- | ----- | ----- | ----- |
| 1.070 | 1.056 | 955   | 885   | 797   | 845   | 876   | 902   |